# Mitologia grega
La mitologia grega és un conjunt de mites i llegendes pertanyents a la religió de l'antiga Grècia que tracten dels déus i herois, la naturalesa del món, els orígens i significat dels seus cultes i les pràctiques rituals. Els investigadors moderns recorren als mites per aprofundir l'estudi de la civilització, les institucions religioses i polítiques de l'antiga Grècia, així com per entendre millor la naturalesa de la mateixa creació dels mites.
La mitologia grega està descrita explícitament en una extensa col·lecció de relats i implícitament en arts figuratives, com ceràmica pintada i ofrenes votives. Els mites grecs intenten explicar els orígens del món i detallen les vides i aventures d'una àmplia varietat de déus, herois i altres criatures mitològiques. Aquests relats van ser originalment difosos en una poètica oral, si bé actualment els mites es coneixen principalment gràcies a la literatura grega.
Les fonts literàries més antigues conegudes, els poemes èpics de la Ilíada i l'Odissea, se centren en els successos al voltant de la guerra de Troia. Dos poemes del gairebé contemporani d'Homer, Hesíode, la Teogonia i els Treballs i dies, contenen relats sobre la gènesi del món, la successió de governants divins i èpoques humanes, i l'origen de les tragèdies humanes i el costum de fer sacrificis. També es van conservar mites en els himnes homèrics, en fragments de poesia èpica del cicle troià, en poemes lírics, en les obres dels dramaturgs del segle v aC, en escrits dels investigadors i poetes del període hel·lenístic i en texts de l'època de l'Imperi Romà d'autors com Plutarc i Pausànies.
Les troballes arqueològiques suposen una important font de detalls sobre la mitologia grega, amb déus i herois presents prominentment en la decoració de molts objectes. Dissenys geomètrics sobre ceràmica del segle viii aC representen escenes del cicle troià, així com aventures d'Hèracles. En els subsegüents períodes arcaic, clàssic i hel·lenístic apareixen escenes mitològiques basades en els relats mitològics.
La mitologia grega ha ha influit molt en la cultura, l'art i la literatura de la civilització occidental i roman una part integral del patrimoni i llenguatge cultural occidentals. Poetes i artistes hi han trobat inspiració des de les èpoques antigues fins a l'actualitat i han descobert significat i rellevància contemporanis en els temes mitològics clàssics.

### Fonts literàries

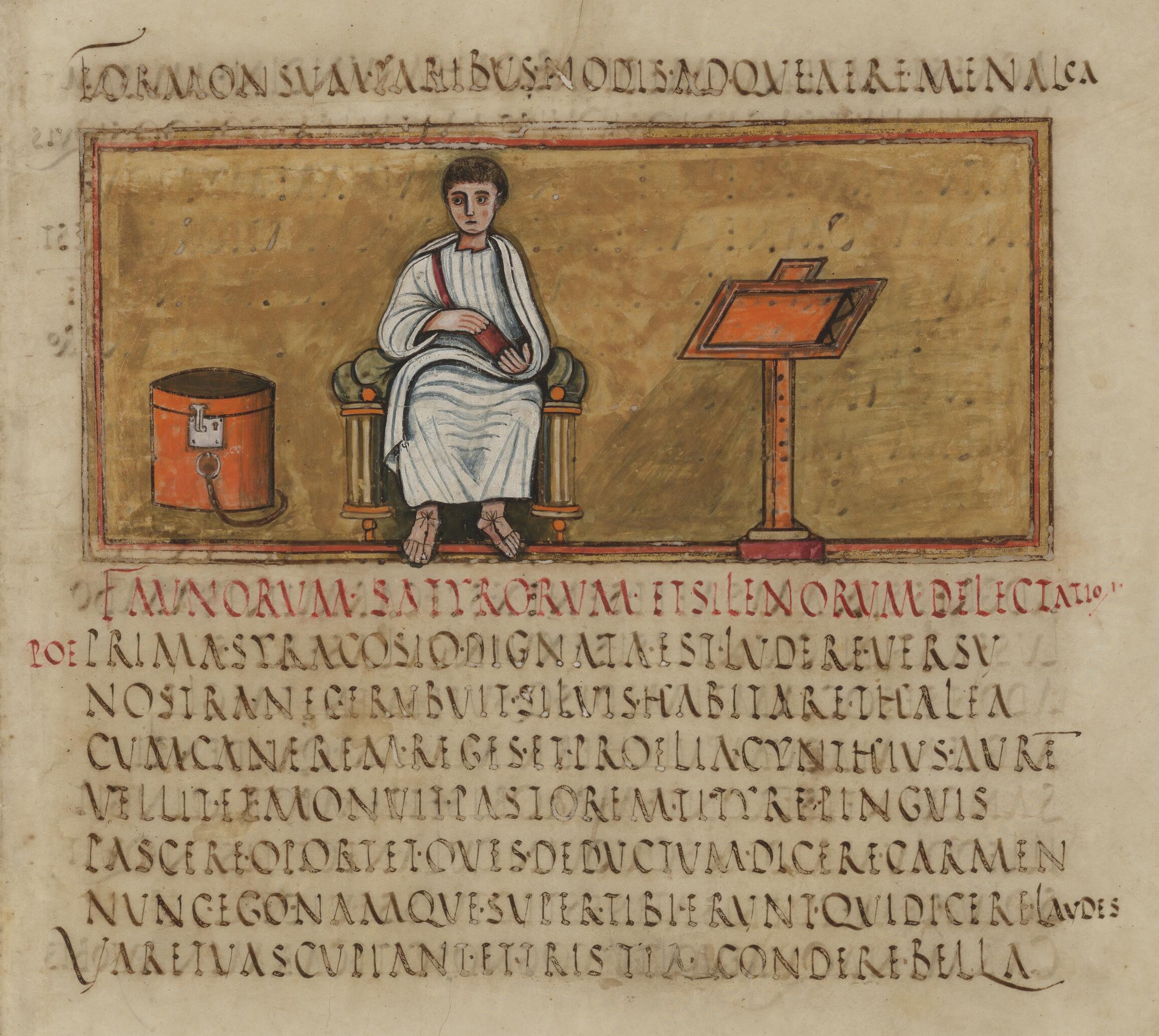
El poeta romà Virgili, representat aquí en el manuscrit del Vergilius Romanus, va conservar detalls de la mitologia grega en moltes de les seves obres.

### Fonts arqueològiques

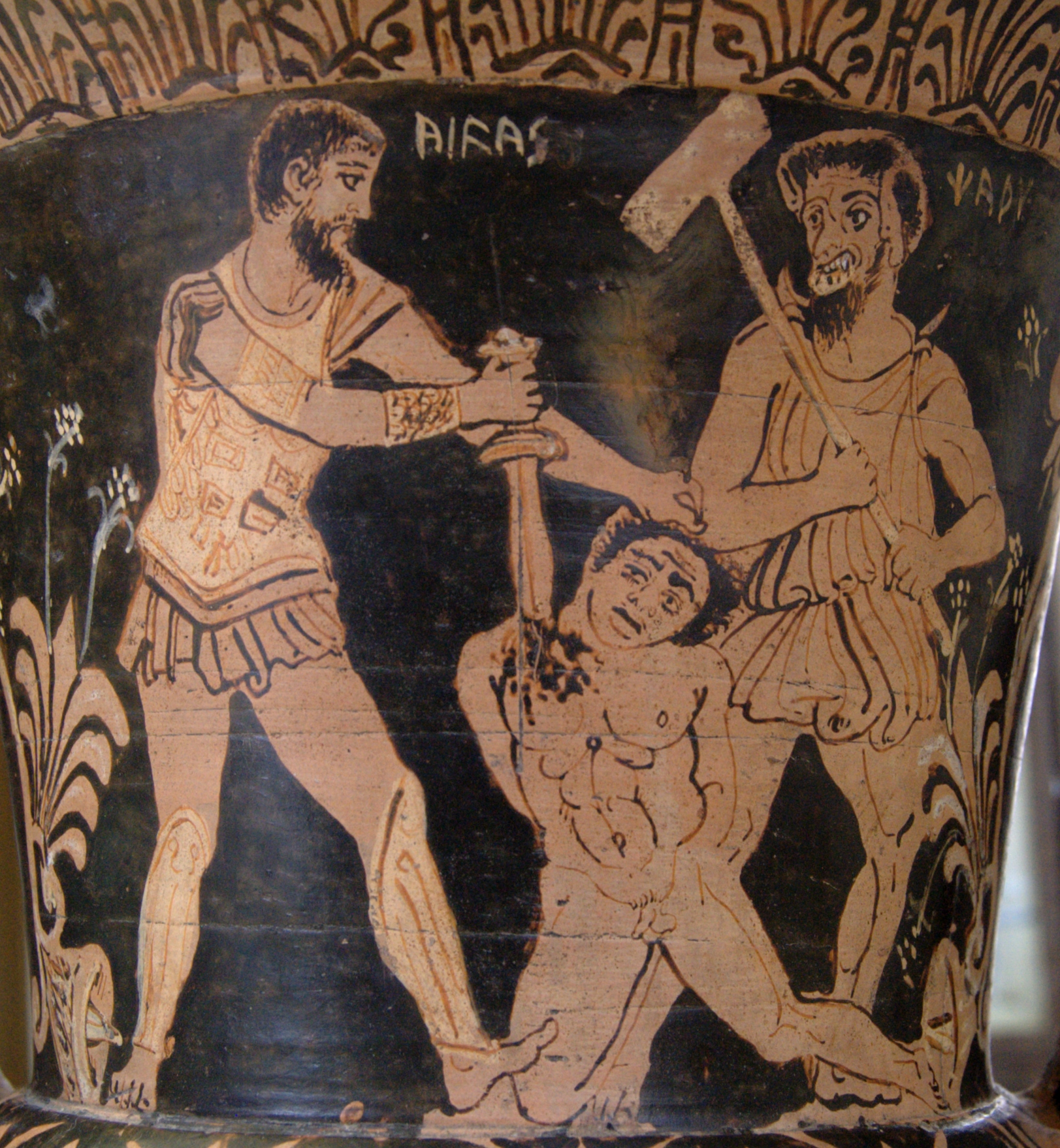
Aquil·les matant a un presoner troià davant Caront en un crater-calze etrusc de figures vermelles fet cap a finals del segle IV o començaments del III aC.

#### Cosmogonia i cosmologia

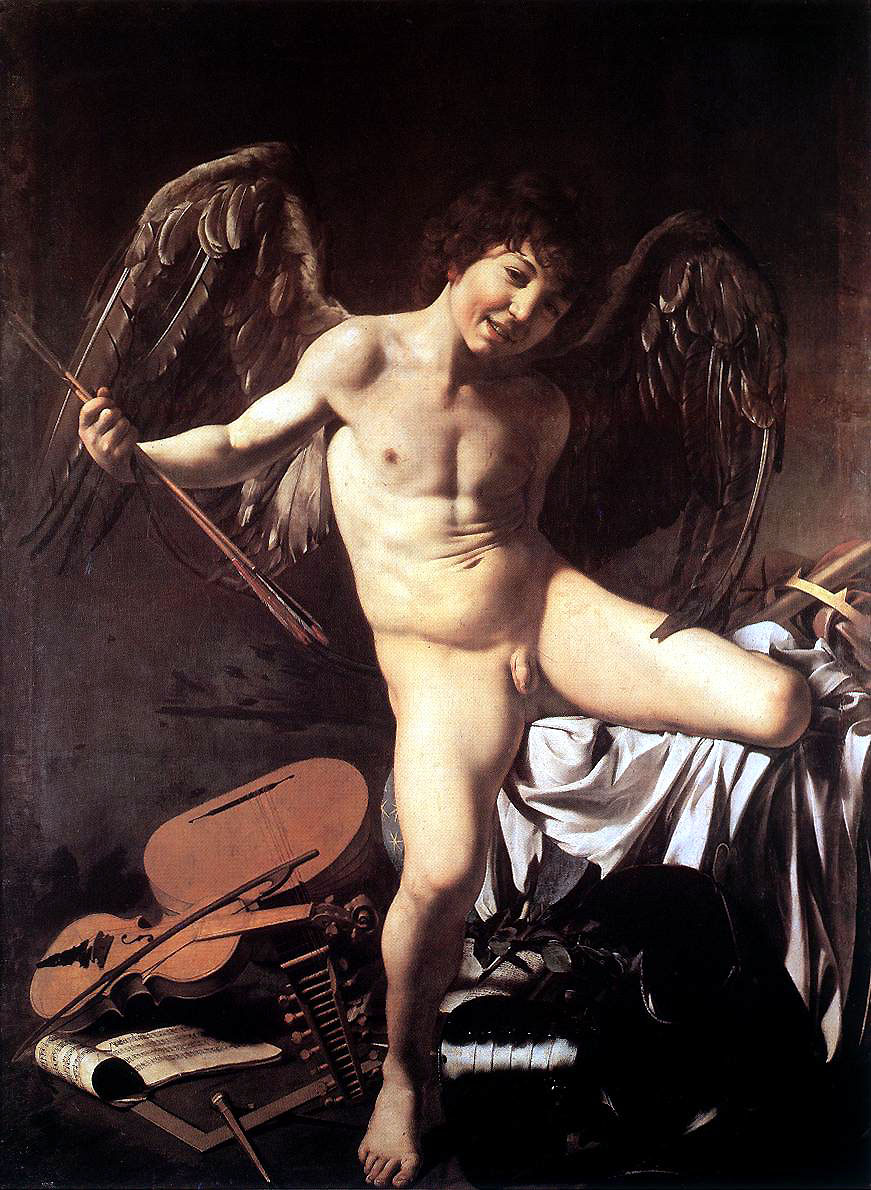
Amor Vincit Omnia («L'Amor ho conquereix tot»), una representació del déu de l'amor, Eros, per Caravaggio, c. 1601–1602.

#### El panteó grec

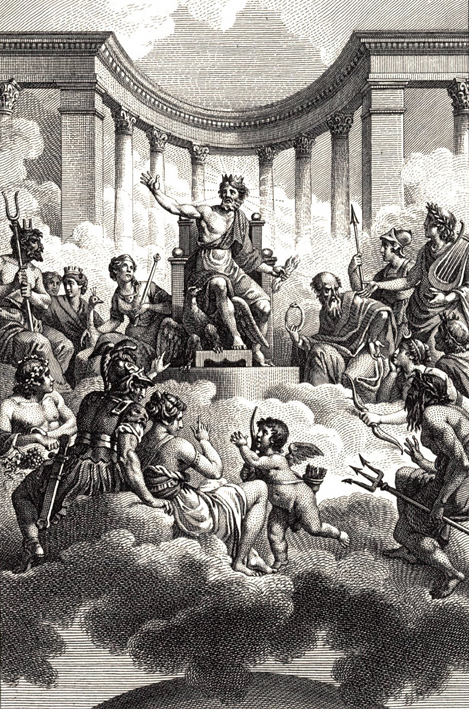
Els déus olímpics per Monsiau, finals del.

### L'edat dels déus i els mortals

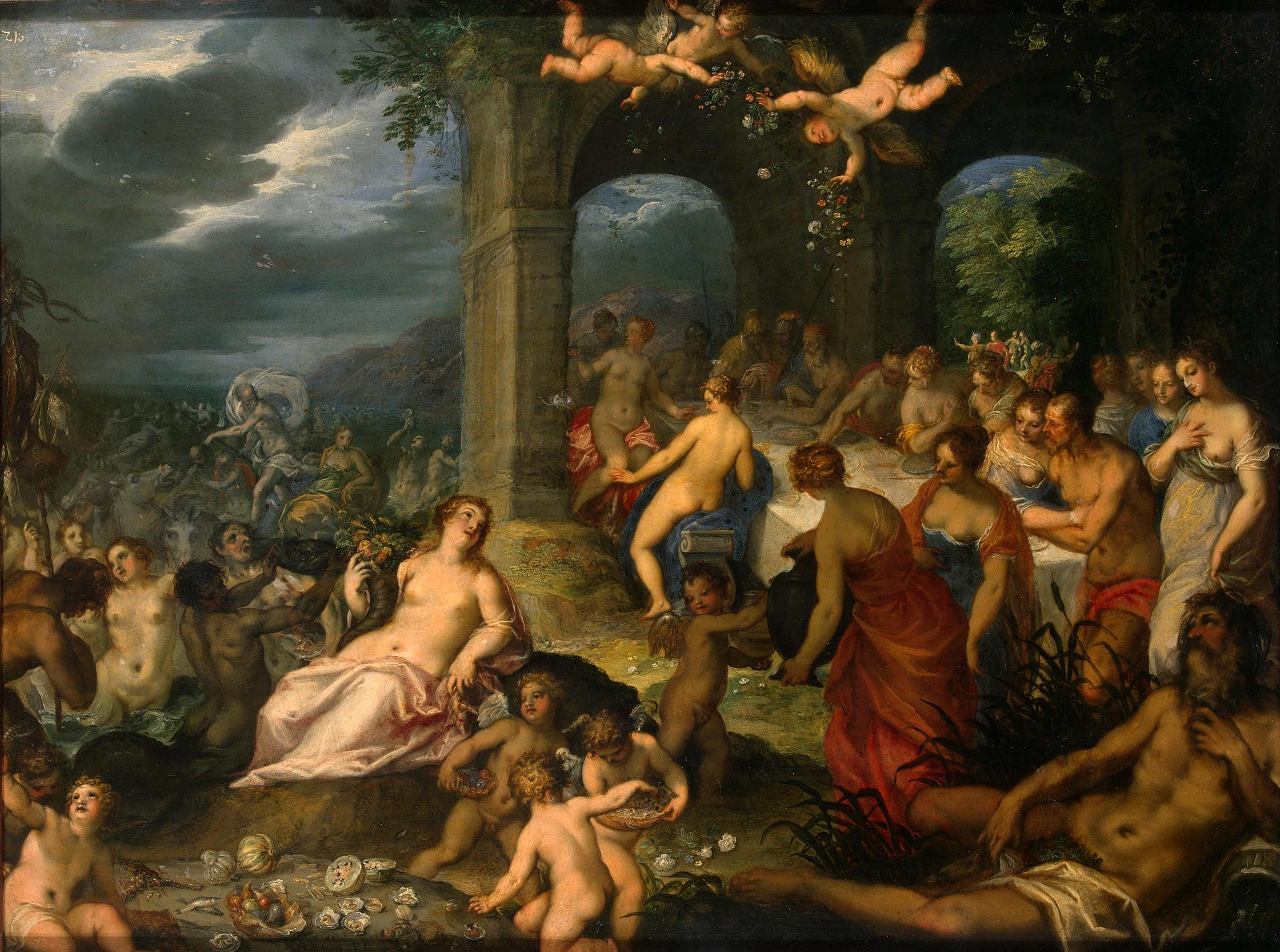
La boda de Peleu i Tetis, pintura de Hans Rottenhammer.

#### Hèracles i els Heràclides

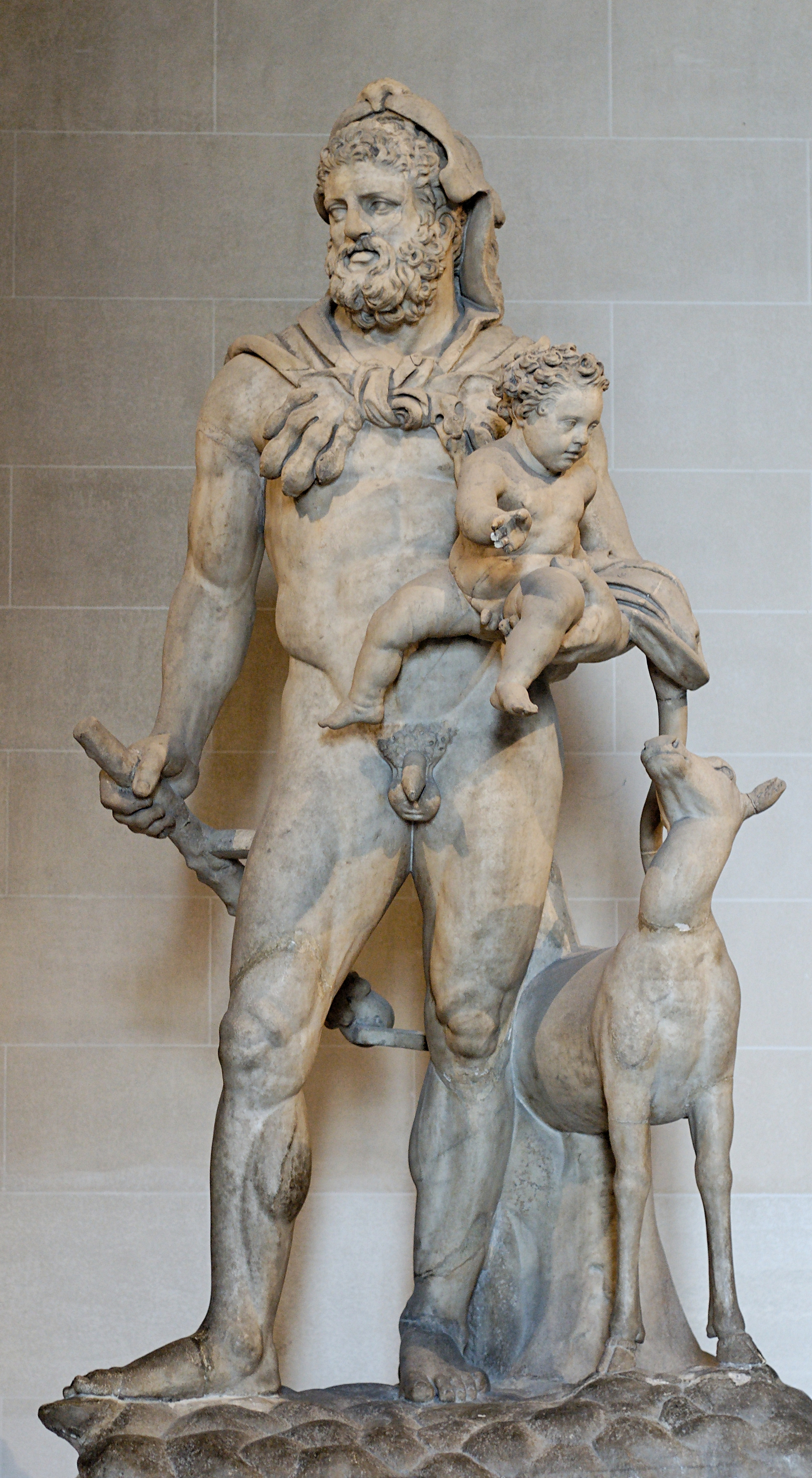
Hèracles amb el seu fill Tèlef (Museu del Louvre, París).